# Złoty kluczyk (film 1939)
Złoty kluczyk (ros. Золотой ключик, Zołotoj kluczik) – radziecki film animowany z 1939 roku w reżyserii Aleksandra Ptuszko powstały na motywach utworu Aleksieja Tołstoja pt. Złoty kluczyk, czyli niezwykłe przygody pajacyka Buratino. W filmie tym reżyser pokazał małe kukiełki obok naturalnej wielkości aktorów.

## Obsada
- Olga Szaganowa-Obrazcowa jako Buratino (głos)
- Aleksandr Szczagin jako Karabas Barabas
- Siergiej Martinson jako Duremar
- Gieorgij Uwarow jako papa Carlo
- Michaił Dagmarow jako Giuseppe
- Tamara Adelheim jako Malwina (głos)
- Raisa Chairowa jako Pierot (głos)
- Nikołaj Bogolubow jako kapitan okrętu
- Nikołaj Miczurin

## Literatura
- Jan Brzechwa, Złoty kluczyk: streszczenie filmu radzieckiego podług bajki G. Collodiego, Wydawnictwo PP "Film Polski". Centralny Zarząd Rozpowszechniania Filmów, 1949[2][3]